# كريستيان بورش
كريستيان بورش (بالنرويجية البوكمول: Christian Borch)‏ هو صحفي نرويجي، ولد في 2 يونيو 1944 في برغن في النرويج.

## وصلات خارجية
- كريستيان بورش على موقع IMDb (الإنجليزية)